# Società Sportiva Lazio Women 2015
La Società Sportiva Lazio Women 2015, también conocida como Lazio, Lazio Women o Lazio Femminile, es un club italiano de fútbol femenino con sede en la ciudad de Roma, en Lacio. Es la sección femenina del club homónimo. Fue fundado en 2015 y desde la temporada 2024-25 se desempeñara en la Serie A de Italia, máxima división del fútbol femenino italiano.

## Historia
La Polisportiva S.S. Lazio posee un equipo de fútbol femenino desde 1969, cuando fue fundada la Società Sportiva Lazio Calcio Femminile; sin embargo, ésta nunca ha sido la sección femenina de la Società Sportiva Lazio. En 2015, gracias a la posibilidad que ofreció la Federación Italiana de Fútbol a clubes profesionales masculinos, de adquirir equipos aficionados femeninos, la S. S. Lazio adquirió los derechos de la S. S. Lazio Calcio Femminile, que reiniciaría desde los torneos inferiores.
El 8 de septiembre de 2015, se anunció el nacimiento de la Società Sportiva Lazio Women 2015, que se inscribió en el grupo D de la Serie B (el segundo nivel del fútbol femenino italiano). En la temporada 2020-21, el club blanquiceleste finalizó en primer lugar logrando el ascenso a la Serie A.

## Palmarés
Títulos (12) :
| Competición nacional | Títulos | Subcampeonatos |
| -------------------- | ------- | -------------- |
| Serie B (1/0)        | 2020-21 |                |

• Campeonato Italiano: 5
1979-1980; 1980-1981; 1986-1987; 1987-1988; 2001-2002
• Copa Italia Femenina: 4
1987-1988; 1985-1986; 1999-2000; 2003-2004
• Italy Women's Cup: 1
2003-2004
· Campeonato de serie B : 2
2020-2021; 2023-2024